# Glockner-Biwak
Das Glockner-Biwak, früher auch Leo-Spannraft-Glockner-Biwak genannt, ist eine Biwakschachtel der Sektion Villach des Österreichischen Alpenvereins auf ca. 3205 m ü. A. mit 15 Schlafplätzen am Nordrand des Glocknerkees am Großglockner in der Glocknergruppe, am sogenannten Glocknerwandkamp nordöstlich der Hofmannspitze. Das Biwak ist für viele Eiskletter-Touren durch die Glockner-Nordwand ein geeigneter Stützpunkt. Die Nordwand ist nur im Winter begehbar, in der wärmeren Zeit drohen Eis- und Felsschlag. Das neue Glockner-Biwak aus dem Jahr 2020 steht erhöht auf einem Stahlrohrgestell auf festem Fels auf einem Buckel eines Grats.

## Geschichte
Die ursprüngliche Biwakschachtel wurde vom Kärntner Bergrettungsdienst in Zusammenarbeit mit den Sektionen Klagenfurt und Villach des Österreichischen Alpenvereins von 7. bis 8. Juli 1958 aufgestellt und eingerichtet. Die Hütte aus Alublech hatte Tunnelform, stand am Boden und war – ähnlich einem Zelt – mit 4 Stahlseilen, etwa 45° schräg  abgespannt. Zumindest an einer Stirnseite gab es eine Tür und zwei Fenster. Mit sechs Schlafplätzen wurde es am 8. Juli 1958 auf 3205 m ü. A. eröffnet. Benannt wurde es nach dem Villacher Sektionsmitglied Leo Spannraft (Leo-Spannraft-Glockner-Biwak), einem Teilnehmer der Garhwal-Himalaya Kundfahrt des Deutschen Alpenvereins, der gemeinsam mit Hans Auer maßgebliche Vorarbeiten- zum Bau der Biwakschachtel geleistet hatte.
Im Oktober 2020 wurde ein neues Biwak unmittelbar oberhalb des alten Standortes in Oktagon/Polyeder-Form (Polybiwak) auf Stelzen errichtet. Es bietet 15 und im Notfall bis zu 25 Menschen Platz. Die alte Biwakschachtel wurde ins Tal gebracht und wird im Archiv des Alpenverein-Museums Innsbruck als Zeitzeugnis und Kulturgut erhalten und aufbewahrt.

## Nachbarhütten
- Franz-Josefs-Haus (2362 m), Gehzeit 3 Stunden
- Oberwalderhütte (2973 m), 2¼ Stunden[10]

## Karten
- Alpenvereinskarte Blatt 40 Glocknergruppe (1:25.000)